# Schronisko w Zaborzu
Schronisko w Zaborzu – jaskinia we wsi Zaborze w województwie śląskim, w powiecie myszkowskim, w gminie Żarki. Znajduje się w wapiennej skale na szczycie wzniesienia Hajduczka, po północnej stronie drogi z Zaborza do Suliszowic. Pod względem geograficznym jest to obszar Wyżyny Częstochowskiej wchodzący w skład Wyżyny Krakowsko-Częstochowskiej.

## Opis obiektu
Skała z jaskinią wznosi się nad niewielką i zarastającą polanką. Są w niej dwie jaskinie: Jaskinia Lisia w Hajduczce i Jaskinia w Zaborzu. Jaskinia w Zaborzu ma duży, z daleka widoczny otwór o południowej ekspozycji w najwyższych skałach wzniesienia. Ma on trójkątny przekrój, wysokość 2,5 m, szerokość 3,5 m. Za otworem jest podobnej wysokości i podobnego kształtu korytarz o długości 7 m. Jego końcowa część jest zawalona zaklinowanymi głazami, za którymi korytarz zacieśnia się. Ma jednak dalszą kontynuację. Jest niedostępna dla człowieka, ale chodzą nią zwierzęta, o czym świadczą wykopane przez nie nory w namulisku.
Schronisko ma skaliste ściany bez nacieków. Namulisko obfite, próchniczne. Być może stanowiłoby interesujący teren badań dla archeologów. Na ziemi w otworze schroniska bujnie rozwija się roślinność; trawy i turzyce, poziomki, malina, trzmielina europejska, a na ścianach skalne paprocie: zanokcica skalna, zanokcica murowa i paprotnica krucha. Na stropie i ścianach w głębi schroniska rozwijają się już tylko glony.
Schronisko opisał Kazimierz Kowalski w 1951 r. Dokumentację i plan sporządził J. Zygmunt w maju 2009 r.

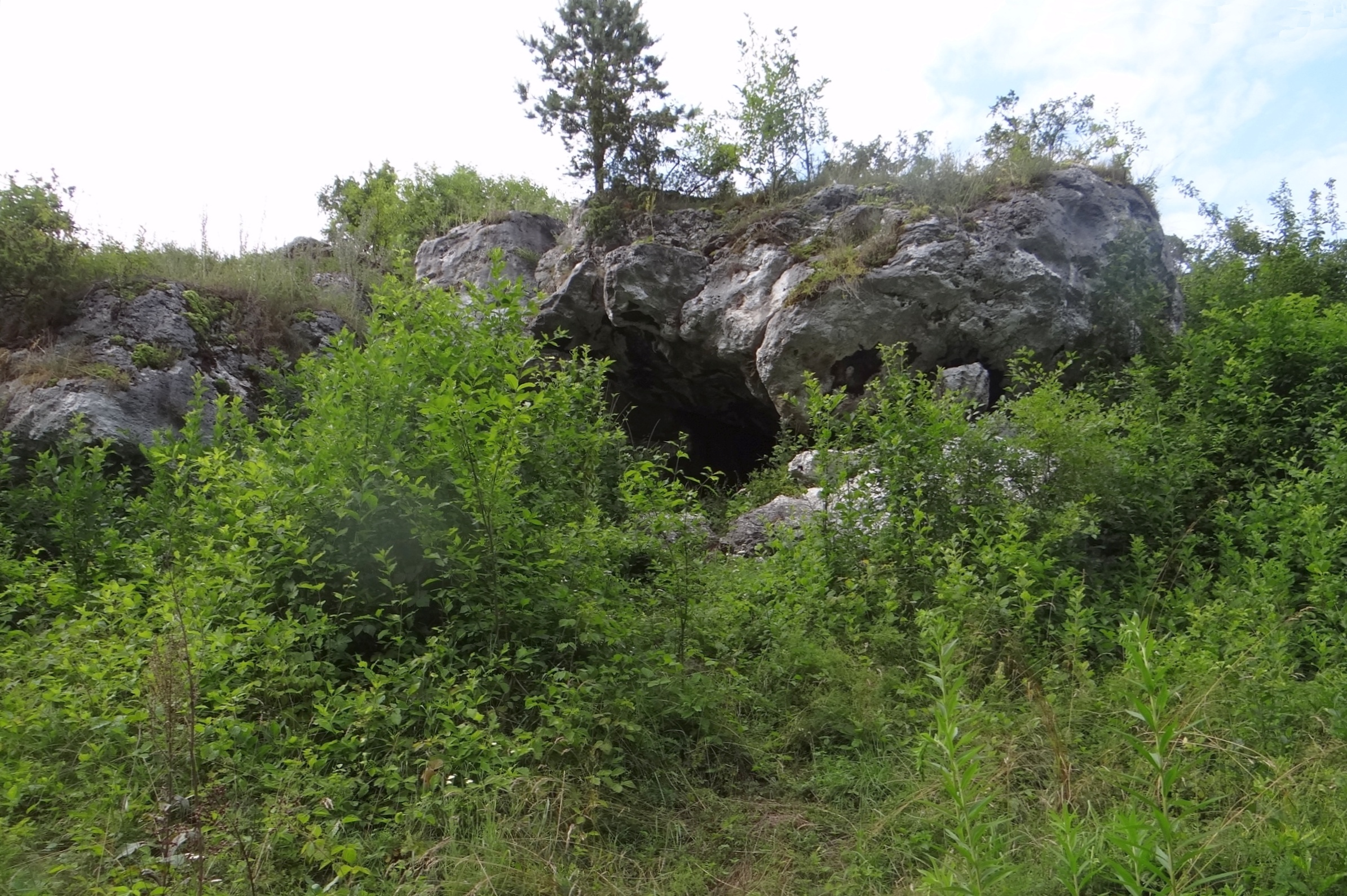
Skała z otworem schroniska
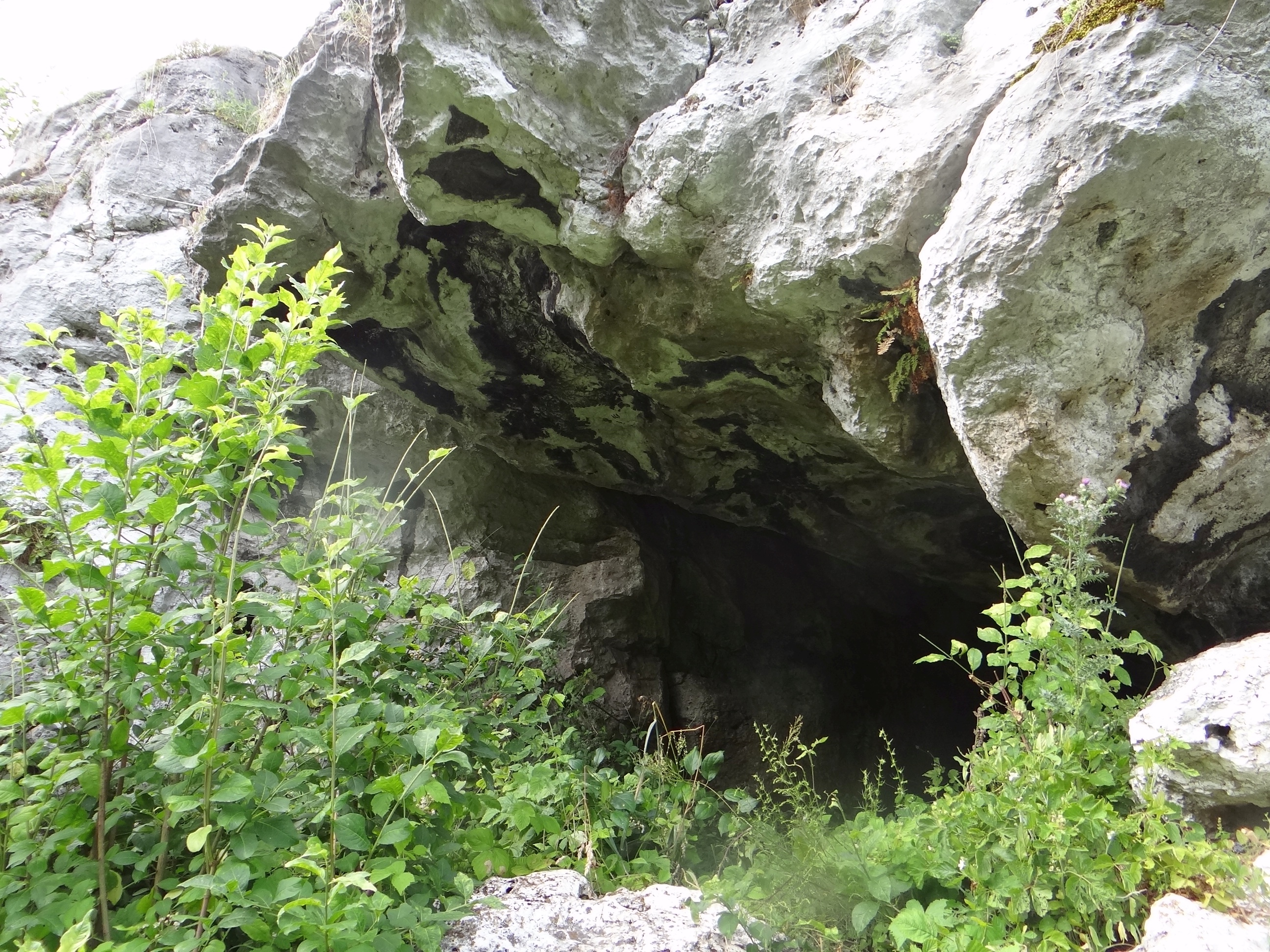
Otwór pod okapem
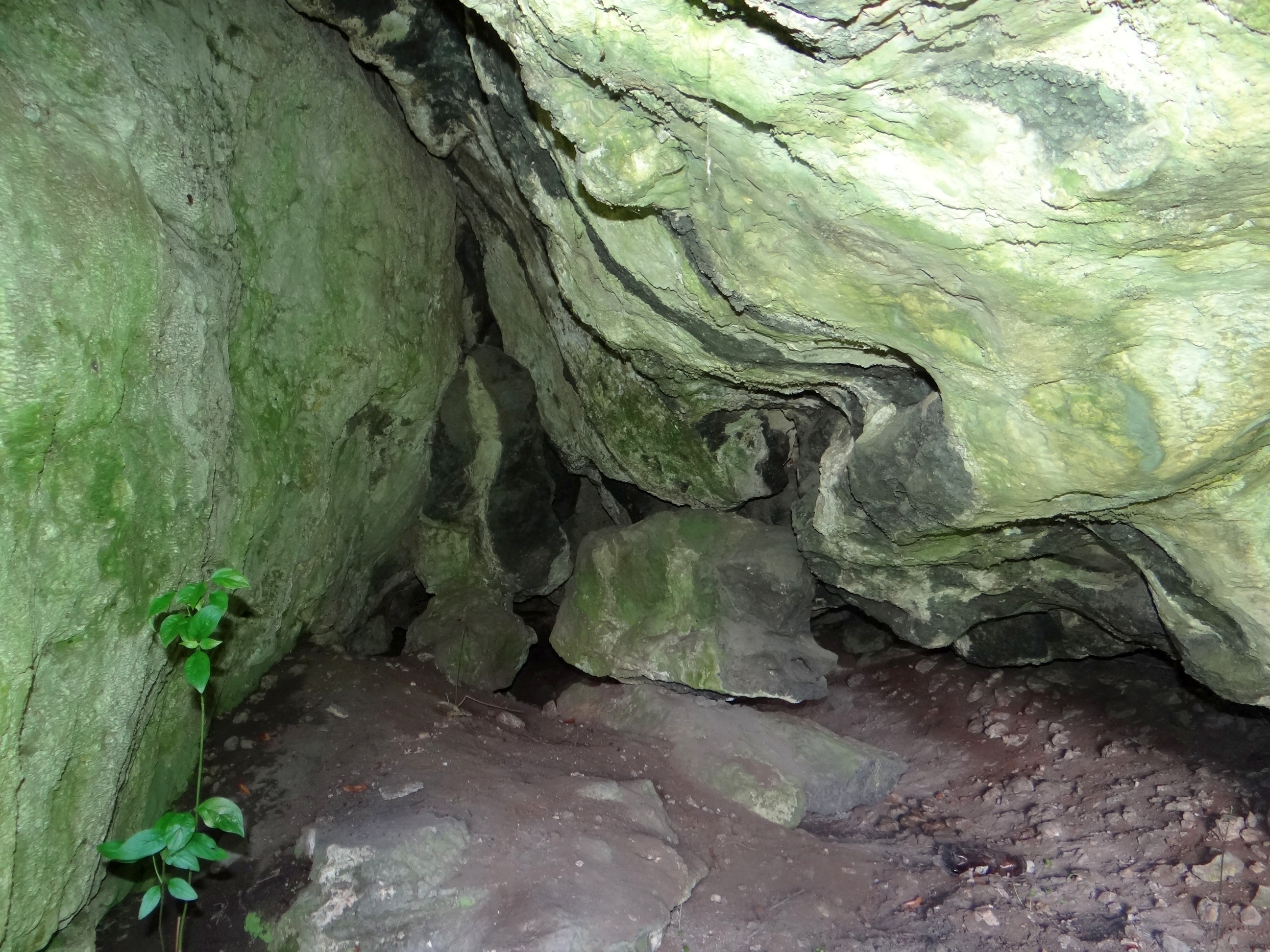
Tylna część korytarza
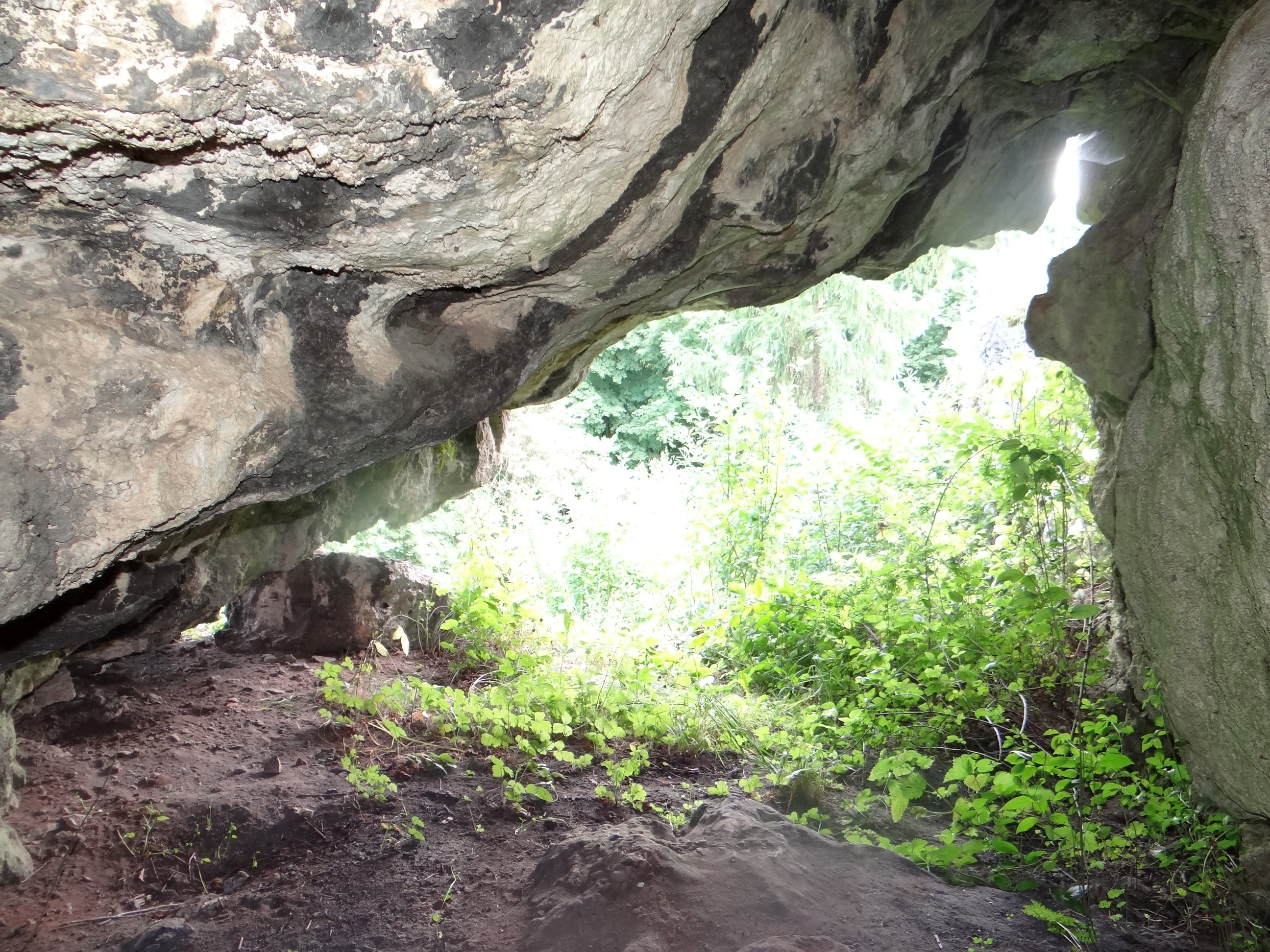
Widok z korytarza